# Fight!
- 高橋由美子 > Fight!
- 魔神英雄伝ワタルシリーズ > 魔神英雄伝ワタル2 > Fight!

「Fight!」（ファイト）は、1990年9月21日にビクター音楽産業（現：JVCケンウッド・ビクターエンタテインメント）から発売された高橋由美子の2枚目のシングル。

## 概要
- 日本テレビ系アニメ『魔神英雄伝ワタル2』の前期オープニングテーマ「Step by Step」に続き、同アニメの後期オープニングテーマとしてオンエアされていた。
- 裏ジャケットでは応援団長に扮したヒミコのイラストが描かれている。
- のちにパチンコ『CR魔神英雄伝ワタル』では「Step by Step」と共に挿入歌として使用され、Webアニメ『魔神英雄伝ワタル 七魂の龍神丸』では後期オープニングテーマ（第5話から）として使用されている。

## 収録楽曲
1. Fight! （『魔神英雄伝ワタル2』後期オープニングテーマ）
作詞：小澤幸代、作曲：伊藤薫、編曲：根岸貴幸
2. 虹の彼方に（『魔神英雄伝ワタル2』後期エンディングテーマ）
作詞：伊藤アキラ、作曲：多々納好夫、編曲：根岸貴幸
3. Fight!（オリジナル・カラオケ）
4. 虹の彼方に（オリジナル・カラオケ）

## カバー
- a・chi-a・chi（1991年、アルバム『STEP 〜魔神英雄伝ワタル2 夏休み増刊号〜』に収録）
- Trefle（2013年、アルバム『アニソン神曲+チェンクロ』に収録）